# Мужская сборная СССР по волейболу (матчи)
Всего на счету мужской сборной СССР по волейболу 387 официальных матчей, проведённых в период с 1949 по 1992 годы под эгидой Международной федерации волейбола и Европейской конфедерации волейбола в рамках Олимпийских игр, чемпионатов мира, розыгрышей Кубка мира, Мировой лиги и чемпионатов Европы. Из них выиграно 319, проиграно 68. Соотношение партий 1041:336.

## 1949

### Чемпионат мира (Чехословакия): 8 побед. 1 место
- Прага. Предварительный раунд (группа А). 10 сентября. СССР — Бельгия 3:0. 11 сентября. СССР — Румыния 3:0. 12 сентября. СССР — Венгрия 3:0.
- Прага. Финальный раунд. 14 сентября. СССР — Болгария 3:0. 15 сентября. СССР — Польша 3:0. 16 сентября. СССР — Румыния 3:1. 17 сентября. СССР — Франция 3:0. 18 сентября. СССР — Чехословакия 3:1.

## 1950

### Чемпионат Европы (Болгария): 5 побед. 1 место
София. 14 октября. СССР — Румыния 3:0. 17 октября. СССР — Польша 3:0. 18 октября. СССР — Венгрия 3:0. 20 октября. СССР — Чехословакия 3:0. 22 октября. СССР — Болгария 3:0.

## 1951

### Чемпионат Европы (Франция): 7 побед. 1 место
- Париж. Предварительный раунд (группа А). 16 сентября. СССР — Италия 3:0. 17 сентября. СССР — Бельгия 3:0.
- Париж. Финальный раунд. 18 сентября. СССР — Югославия 3:0. 19 сентября. СССР — Франция 3:0. 20 сентября. СССР — Румыния 3:0. 21 сентября. СССР — Бельгия 3:0. 22 сентября. СССР — Болгария 3:0.

## 1952

### Чемпионат мира (СССР): 8 побед. 1 место
- Москва. Предварительный раунд (группа В). 18 августа. СССР — Израиль 3:0. 19 августа. СССР — Румыния 3:0. 20 августа. СССР — Ливан 3:0.
- Москва. Финальный раунд. 22 августа. СССР — Венгрия 3:0. 24 августа. СССР — Румыния 3:0. 25 августа. СССР — Болгария 3:0. 27 августа. СССР — Франция 3:0. 29 августа. СССР — Чехословакия 3:0.

## 1955

### Чемпионат Европы (Румыния): 7 побед, 3 поражения. 4 место
- Бухарест. Предварительный раунд (группа А). 15 июня. СССР — Албания 3:0. 16 июня. СССР — Финляндия 3:0. 17 июня. СССР — Франция 3:0.
- Бухарест. Финальный раунд. 19 июня. СССР — Венгрия 3:0. 20 июня. СССР — Франция 3:1. 21 июня. СССР — Чехословакия 3:2. 22 июня. СССР — Югославия 1:3. 24 июня. СССР — Польша 3:0. 25 июня. СССР — Болгария 2:3. 26 июня. СССР — Румыния 1:3.

## 1956

### Чемпионат мира (Франция): 9 побед, 2 поражения. 3 место
- Париж. Предварительный раунд (группа А). 31 августа. СССР — Турция 3:0. 1 сентября. СССР — Южная Корея 3:0.
- Париж. Финальный раунд. 2 сентября. СССР — Болгария 3:2. 3 сентября. СССР — США 3:0. 5 сентября. СССР — Венгрия 3:0. 6 сентября. СССР — Югославия 3:0. 8 сентября. СССР — Румыния 1:3. 9 сентября. СССР — Китай 3:0. 10 сентября. СССР — Франция 3:1. 11 сентября. СССР — Польша 3:1. 12 сентября. СССР — Чехословакия 2:3.

## 1958

### Чемпионат Европы (Чехословакия): 8 побед, 3 поражения. 3 место
- Прага. Предварительный раунд (группа D). 31 августа. СССР — Югославия 3:2. 1 сентября. СССР — Албания 3:0. 2 сентября. СССР — Австрия 3:0. 3 сентября. СССР — Турция 3:0.
- Прага. Финальный раунд. 5 сентября. СССР — Франция 3:0. 6 сентября. СССР — Румыния 2:3. 7 сентября. СССР — Югославия 3:0. 8 сентября. СССР — Польша 1:3. 9 сентября. СССР — Болгария 3:2. 10 сентября. СССР — Венгрия 3:0. 11 сентября. СССР — Чехословакия 2:3.

## 1960

### Чемпионат мира (Бразилия): 10 побед. 1 место
- Сантус. Предварительный раунд (группа В). 29 октября. СССР — Парагвай 3:0. 31 октября. СССР — Япония 3:0.
- Рио-де-Жанейро/Нитерой. Финальный раунд. 3 ноября. СССР — США 3:0. 5 ноября. СССР — Венесуэла 3:1. 6 ноября. СССР — Венгрия 3:1. 7 ноября. СССР — Польша 3:1. 9 ноября. СССР — Франция 3:1. 10 ноября. СССР — Румыния 3:1. 11 ноября. СССР — Чехословакия 3:0. 14 ноября. СССР — Бразилия 3:1.

## 1962

### Чемпионат мира (СССР): 11 побед. 1 место
- Москва. Предварительный раунд (группа D). 13 октября. СССР — Нидерланды 3:0. 14 октября. СССР — Тунис 3:0. 15 октября. СССР — Китай 3:0.
- Москва. Финальный раунд. 18 октября. СССР — Япония 3:2. 19 октября. СССР — Румыния 3:1. 20 октября. СССР — Югославия 3:1. 21 октября. СССР — Болгария 3:0. 23 октября. СССР — Чехословакия 3:0. 24 октября. СССР — Бразилия 3:0. 25 октября. СССР — Венгрия 3:0. 26 октября. СССР — Польша 3:2.

## 1963

### Чемпионат Европы (Румыния): 6 побед, 3 поражения. 3 место
- Клуж. Предварительный раунд (группа С). 22 октября. СССР — Австрия 3:0. 23 октября. СССР — Югославия 3:2. 24 октября. СССР — ГДР 2:3.
- Бухарест. Финальный раунд. 26 октября. СССР — Франция 3:0. 27 октября. СССР — Румыния 2:3. 28 октября. СССР — Болгария 3:2. 31 октября. СССР — Польша 3:2. 1 ноября. СССР — Венгрия 3:1. 2 ноября. СССР — Чехословакия 2:3.

## 1964

### Олимпийские игры (Япония): 8 побед, 1 поражение. 1 место
Токио. 13 октября. СССР — Румыния 3:0. 14 октября. СССР — Нидерланды 3:0. 15 октября. СССР — Южная Корея 3:0. 17 октября. СССР — Венгрия 3:0. 18 октября. СССР — Чехословакия 3:2. 19 октября. СССР — Япония 1:3. 21 октября. СССР — США 3:0. 22 октября. СССР — Болгария 3:0. 23 октября. СССР — Бразилия 3:0.

## 1965

### Кубок мира (Польша): 6 побед, 1 поражение. 1 место
- Варшава. Предварительный раунд (группа А). 13 сентября. СССР — Польша 3:2. 14 сентября. СССР — Венгрия 3:0. 15 сентября. СССР — Франция 3:1.
- Лодзь. Финальный раунд. 16 сентября. СССР — Чехословакия 3:2. 17 сентября. СССР — Япония 2:3. 18 сентября. СССР — Румыния 3:0. 19 сентября. СССР — ГДР 3:0.

## 1966

### Чемпионат мира (Чехословакия): 7 побед, 4 поражения. 3 место
- Нитра. Предварительный раунд (группа В). 30 августа. СССР — США 3:1. 31 августа. СССР — Франция 3:0. 1 сентября. СССР — Куба 3:0. 2 сентября. СССР — ГДР 3:0. 3 сентября. СССР — Венгрия 2:3.
- Прага. Финальный раунд. 5 сентября. СССР — Чехословакия 2:3. 6 сентября. СССР — Югославия 3:1. 7 сентября. СССР — Япония 2:3. 9 сентября. СССР — Румыния — 2:3. 10 сентября. СССР — Болгария 3:0. 11 сентября. СССР — Польша 3:1.

## 1967

### Чемпионат Европы (Турция): 10 побед. 1 место
- Адана. Предварительный раунд (группа А). 26 октября. СССР — ГДР 3:2. 27 октября. СССР — Швеция 3:0. 29 октября. СССР — Нидерланды 3:0. 30 октября. СССР — Австрия 3:0.
- Стамбул. Финальный раунд. 2 ноября. СССР — Румыния 3:1. 3 ноября. СССР — Польша 3:1. 4 ноября. СССР — Италия 3:0. 6 ноября. СССР — Венгрия 3:0. 7 ноября. СССР — Югославия 3:0. 8 ноября. СССР — Чехословакия 3:2.

## 1968

### Олимпийские игры (Мексика): 8 побед, 1 поражение. 1 место
Мехико. 13 октября. СССР — США 2:3. 16 октября. СССР — Бразилия 3:1. 17 октября. СССР — Болгария 3:0. 19 октября. СССР — Польша 3:0. 20 октября. СССР — ГДР 3:2. 21 октября. СССР — Япония 3:1. 23 октября. СССР — Мексика 3:1. 24 октября. СССР — Бельгия 3:0. 25 октября. СССР — Чехословакия 3:0.

## 1969

### Кубок мира (ГДР): 4 победы, 2 поражения. 3 место
- Галле. Предварительный раунд (группа С). 13 сентября. СССР — Болгария 3:2. 15 сентября. СССР — ФРГ 3:0.
- Галле/Шверин. Финальный раунд. 17 сентября. СССР — ГДР 1:3. 18 сентября. СССР — Чехословакия 3:0. 19 сентября. СССР — Япония 0:3. 20 сентября. СССР — Бразилия 3:0.

## 1970

### Чемпионат мира (Болгария): 6 побед, 5 поражений. 6 место
- Кырджали. Предварительный раунд (группа D). 20 сентября. СССР — Тунис 3:0. 21 сентября. СССР — Монголия 3:0. 22 сентября. СССР — ГДР 1:3. 23 сентября. СССР — Куба 3:0. 24 сентября. СССР — Гвинея 3:0.
- София. Финальный раунд. 26 сентября. СССР — Бельгия 3:0. 27 сентября. СССР — Япония 3:1. 28 сентября. СССР — Румыния 2:3. 30 сентября. СССР — Болгария 0:3. 1 октября. СССР — Польша 1:3. 2 октября. СССР — Чехословакия 0:3.

## 1971

### Чемпионат Европы (Италия): 5 побед, 1 поражение. 1 место
- Имола. Предварительный раунд (группа А). 24 сентября. СССР — Бельгия 3:0.
- Милан. Финальный раунд. 27 сентября. СССР — Венгрия 3:0. 28 сентября. СССР — Румыния 3:0. 29 сентября. СССР — Польша 3:1. 30 сентября. СССР — ГДР 3:0. 1 октября. СССР — Чехословакия 0:3.

## 1972

### Олимпийские игры (ФРГ): 6 побед, 1 поражение. 3 место
- Мюнхен. Предварительный раунд (группа А). 27 августа. СССР — Тунис 3:0. 29 августа. СССР — Южная Корея 3:0. 31 августа. СССР — Болгария 3:1. 2 сентября. СССР — Чехословакия 3:0. 5 сентября. СССР — Польша 3:2.
- Мюнхен. Полуфинал. 8 сентября. СССР — ГДР 1:3.
- Мюнхен. Матч за 3-е место. 9 сентября. СССР — Болгария 3:0.

## 1974

### Чемпионат мира (Мексика): 8 побед, 3 поражения. 2 место
- Толука. 1-й предварительный раунд (группа F). 13 октября. СССР — США 3:0. 14 октября. СССР — Египет 3:0. 15 октября. СССР — Польша 1:3.
- Пуэбла. 2-й предварительный раунд (группа H). 18 октября. СССР — Чехословакия 0:3. 19 октября. СССР — Бразилия 3:0. 20 октября. СССР — Куба 3:0.
- Мехико. Финальный раунд. 22 октября. СССР — Польша 2:3. 23 октября. СССР — Румыния 3:1. 24 октября. СССР — Япония 3:0. 26 октября. СССР — ГДР 3:0. 27 октября. СССР — Чехословакия 3:0.

## 1975

### Чемпионат Европы (Югославия): 7 побед. 1 место
- Суботица. Предварительный раунд (группа В). 18 октября. СССР — Болгария 3:1. 19 октября. СССР — Франция 3:0. 20 октября. СССР — ГДР 3:0.
- Белград. Финальный раунд. 22 октября. СССР — Польша 3:0. 23 октября. СССР — Румыния 3:0. 24 октября. СССР — Югославия 3:2. 25 октября. СССР — Чехословакия 3:0.

## 1976

### Олимпийские игры (Канада): 4 победы, 1 поражение. 2 место
- Монреаль. Предварительный раунд (группа В). 18 июля. СССР — Италия 3:0. 20 июля. СССР — Бразилия 3:0. 25 июля. СССР — Япония 3:0.
- Монреаль. Полуфинал. 29 июля. СССР — куба 3:0.
- Монреаль. Финал. 30 июля. СССР — польша 2:3.

## 1977

### Чемпионат Европы (Финляндия): 6 побед, 1 поражение. 1 место
- Тампере. Предварительный раунд (группа В). 25 сентября. СССР — Польша 1:3. 26 сентября. СССР — Болгария 3:0. 27 сентября. СССР — ГДР 3:0. 28 сентября. СССР — Чехословакия 3:1. 29 сентября. СССР — Нидерланды 3:0.
- Тампере. Полуфинал. 1 октября. СССР — Венгрия 3:0.
- Тампере. Финал. 2 октября. СССР — Польша 3:1.

### Кубок мира (Япония): 7 побед, 1 поражение. 1 место
- Саппоро. 1-й предварительный раунд (группа С). 17 ноября. СССР — Южная Корея 3:0. 19 ноября. СССР — Мексика 3:0.
- Нагоя. 2-й предварительный раунд (группа F). 22 ноября. СССР — Бразилия 3:0. 23 ноября. СССР — Болгария 3:1. 24 ноября. СССР — Польша 2:3.
- Токио. Финальный раунд. 27 ноября. СССР — Куба 3:1. 28 ноября. СССР — Польша 3:0. 29 ноября. СССР — Япония 3:0.

## 1978

### Чемпионат мира (Италия): 9 побед. 1 место
- Удине. 1-й предварительный раунд (группа С). 20 сентября. СССР — Франция 3:0. 21 сентября. СССР — Бразилия 3:1. 22 сентября. СССР — Тунис 3:0.
- Рим. 2-й предварительный раунд (группа G). 24 сентября. СССР — ГДР 3:0. 25 сентября. СССР — Болгария 3:1. 26 сентября. СССР — Китай 3:1. 27 сентября. СССР — Италия 3:0.
- Рим. Полуфинал. 30 сентября. СССР — Южная Корея 3:0.
- Рим. Матч за 3-е место. 1 октября. СССР — Италия 3:0.

## 1979

### Чемпионат Европы (Франция): 7 побед. 1 место
- Нант. Предварительный раунд (группа А). 5 октября. СССР — Югославия 3:2. 6 октября. СССР — Венгрия 3:0. 7 октября. СССР — Греция 3:0.
- Париж. Финальный раунд. 10 октября. СССР — Польша 3:0. 11 октября. СССР — Италия 3:0. 12 октября. СССР — Чехословакия 3:0. 13 октября. СССР — Франция 3:1.

## 1980

### Олимпийские игры (СССР): 6 побед. 1 место
- Москва. Предварительный раунд (группа А). 20 июля. СССР — Чехословакия 3:1. 24 июля. СССР — Италия 3:0. 26 июля. СССР — Болгария 3:0. 28 июля. СССР — Куба 3:0.
- Москва. Полуфинал. 30 июля. СССР — Румыния 3:0.
- Москва. Финал. 31 июля. СССР — Болгария 3:1.

## 1981

### Чемпионат Европы (Болгария): 7 побед. 1 место
- Пазарджик. Предварительный раунд (группа А). 19 сентября. СССР — Франция 3:1. 20 сентября. СССР — ФРГ 3:0. 21 сентября. СССР — ГДР 3:0.
- Варна. Финальный раунд. 24 сентября. СССР — Румыния 3:0. 25 сентября. СССР — Чехословакия 3:2. 26 сентября. СССР — Польша 3:0. 27 сентября. СССР — Болгария 3:0.

### Кубок мира (Япония): 7 побед. 1 место
Фукуока. 19 ноября. СССР — Бразилия 3:0. 20 ноября. СССР — Китай 3:0. Хиросима. 22 ноября. СССР — Тунис 3:0. Гифу. 24 ноября. СССР — Польша 3:2. Токио. 26 ноября. СССР — Куба 3:0. 27 ноября. СССР — Италия 3:0. 28 ноября. СССР — Япония 3:0.

## 1982

### Чемпионат мира (Аргентина): 9 побед. 1 место
- Катамарка. 1-й предварительный раунд (группа В). 2 октября. СССР — Австралия 3:0. 3 октября. СССР — Чили 3:0. 4 октября. СССР — Болгария 3:0.
- Мендоса/Катамарка. 2-й предварительный раунд (группа H). 7 октября. СССР — Куба 3:0. 8 октября. СССР — Чехословакия 3:1. 10 октября. СССР — Польша 3:1. 11 октября. СССР — Бразилия 3:0.
- Буэнос-Айрес. Полуфинал. 14 октября. СССР — Аргентина 3:0.
- Буэнос-Айрес. Финал. 15 октября. СССР — Бразилия 3:0.

## 1983

### Чемпионат Европы (ГДР): 7 побед. 1 место
- Эрфурт. Предварительный раунд (группа А). 17 сентября. СССР — Нидерланды 3:0. 18 сентября. СССР — Финляндия 3:1. 19 сентября. СССР — Чехословакия 3:0.
- Берлин. Финальный раунд. 22 сентября. СССР — Болгария 3:0. 23 сентября. СССР — Италия 3:1. 24 сентября. СССР — ГДР 3:0. 25 сентября. СССР — Польша 3:1.

## 1985

### Чемпионат Европы (Нидерланды): 7 побед. 1 место
- Ворбург. Предварительный раунд (группа А). 29 сентября. СССР — Швеция 3:0. 30 сентября. СССР — Италия 3:1. 1 октября. СССР — Греция 3:0.
- Амстердам. Финальный раунд. 3 октября. СССР — Чехословакия 3:0. 4 октября. СССР — Болгария 3:1. 5 октября. СССР — Польша 3:0. 6 октября. СССР — Франция 3:0.

### Кубок мира (Япония): 5 побед, 2 поражения. 2 место
Осака. 22 ноября. СССР — Южная Корея 3:0. 23 ноября. СССР — США 2:3. 24 ноября. СССР — Бразилия 3:2. Нагоя. 26 ноября. СССР — Египет 3:0. 27 ноября. СССР — Аргентина 3:0. Токио. 30 ноября. СССР — Чехословакия 1:3. 1 декабря. СССР — Япония 3:0.

## 1986

### Чемпионат мира (Франция): 7 побед, 1 поражение. 2 место
- Туркуан. 1-й предварительный раунд (группа В). 25 сентября. СССР — Тайвань 3:0. 26 сентября. СССР — Польша 3:0. 27 сентября. СССР — Куба 3:1.
- Нант. 2-й предварительный раунд (группа F). 29 сентября. СССР — Япония 3:0. 30 сентября. СССР — Аргентина 3:0. 1 октября. СССР — США 3:1.
- Париж. Полуфинал. 4 октября. СССР — Болгария 3:0.
- Париж. Финал. 5 октября. СССР — США 1:3.

## 1987

### Чемпионат Европы (Бельгия): 7 побед. 1 место
- Одергем. Предварительный раунд (группа А). 25 сентября. СССР — Румыния 3:0. 26 сентября. СССР — Нидерланды 3:1. 27 сентября. СССР — Югославия 3:0. 29 сентября. СССР — Италия 3:2. 30 сентября. СССР — Франция3:1.
- Гент. Полуфинал. 2 октября. СССР — Греция 3:0.
- Гент. Финал. 3 октября. СССР — Франция 3:1.

## 1988

### Олимпийские игры (Южная Корея): 5 побед, 2 поражения. 2 место
- Сеул. Предварительный раунд (группа А). 18 сентября. СССР — Болгария 3:0. 19 сентября. СССР — Швеция 3:0. 22 сентября. СССР — Южная Корея 3:0. 24 сентября. СССР — Италия 3:1. 26 сентября. СССР — Бразилия 2:3.
- Сеул. Полуфинал. 30 сентября. СССР — Аргентина 3:0.
- Сеул. Финал. 2 октября. СССР — США 1:3.

## 1989

### Чемпионат Европы (Швеция): 5 побед, 2 поражения. 4 место
- Эребру. Предварительный раунд (группа В). 23 сентября. СССР — Нидерланды 3:1. 24 сентября. СССР — Югославия 3:1. 25 сентября. СССР — Греция 3:1. 27 сентября. СССР — Польша 3:1. 28 сентября. СССР — Румыния 3:0.
- Стокгольм. Полуфинал. 30 сентября. СССР — Швеция 2:3.
- Стокгольм. Матч за 3-е место. 1 октября. СССР — Нидерланды.

### Кубок мира (Япония): 5 побед, 2 поражения. 3 место
Осака. 17 ноября. СССР — США 3:2. 18 ноября. СССР — Италия 0:3. 19 ноября. СССР — Камерун 3:0. Хиросима. 22 ноября. СССР — Куба 1:3. 23 ноября. СССР — Южная Корея 3:1. Токио. 25 ноября. СССР — Япония 3:1. 26 ноября. СССР — Бразилия 3:1.

## 1990

### Мировая лига: 8 побед, 6 поражений. 4 место
- Предварительный этап (группа В). Апрель — июнь. Нидерланды — СССР 3:0, 3:0. СССР — Нидерланды 1:3, 3:1. Япония — СССР 1:3, 3:1. СССР — Китай 3:0, 3:0. Китай — СССР 0:3, 1:3. СССР — Япония 3:0, 3:0.
- Финальный этап. Осака (Япония)

Полуфинал. 14 июля. СССР — Италия 2:3.
Матч за 3-е место. 15 июля. СССР — Бразилия 1:3.

### Чемпионат мира (Бразилия): 5 побед, 2 поражения. 3 место
- Куритиба. Предварительный раунд (группа С). 18 октября. СССР — Франция 3:0. 19 октября. СССР — Япония 3:0. 20 октября. СССР — Венесуэла 3:0.
- Рио-де-Жанейро. Классификационный матч. 23 октября. СССР — Аргентина 2:3.
- Рио-де-Жанейро. Четвертьфинал. 26 октября. СССР — Болгария 3:0.
- Рио-де-Жанейро. Полуфинал. 27 октября. СССР — Куба 1:3.
- Рио-де-Жанейро. Матч за 3-е место. 28 октября. СССР — Бразилия 3:0.

## 1991

### Отборочный турнир чемпионата Европы (Чехословакия): 3 победы. 1 место
Прага. Группа А. 9 мая. СССР — Дания 3:0. 10 мая. СССР — Шотландия 3:0. 11 мая. СССР — Чехословакия 3:1.

### Мировая лига: 12 побед, 6 поражений. 3 место
- Предварительный этап (группа В). Май — июль. Южная Корея — СССР 1:3, 0:3. СССР — Италия 3:2, 2:3. СССР — Япония 3:0, 3:0. СССР — США 3:0, 3:1. Япония — СССР 1:3, 3:1. Италия — СССР 3:2, 3:1. СССР — Южная Корея 3:2, 3:0. США — СССР 2:3, 3:2.
- Финальный этап. Милан (Италия)

Полуфинал. 26 июля. СССР — Куба 2:3.
Матч за 3-е место. 27 июля. СССР — Нидерланды 3:1.

### Чемпионат Европы (Германия): 7 побед. 1 место
- Карлсруэ. Предварительный раунд (группа А). 7 сентября. СССР — Швеция 3:0. 8 сентября. СССР — Польша 3:0. 9 сентября. СССР — Финляндия 3:0. 11 сентября. СССР — Греция 3:1. 12 сентября. СССР — Германия 3:0.
- Берлин. Полуфинал. 14 сентября. СССР — Нидерланды 3:0.
- Берлин. Финал. 15 сентября. СССР — Италия 3:0.

### Кубок мира (Япония): 7 побед, 1 поражение. 1 место
- Предварительный раунд (группа А). Осака. 22 ноября. СССР — Тунис 3:0. 23 ноября. СССР — США 1:3. 24 ноября. СССР — Мексика 3:0. Хиросима. 26 ноября. СССР — Чили 3:0. 27 ноября. СССР — Япония 3:0.
- Токио. Финальный раунд. 29 ноября. СССР — Бразилия 3:1. 30 ноября. СССР — Куба 3:0. 1 декабря. СССР — Южная Корея 3:0.

## 1992

### Олимпийские игры (Испания): 4 победы, 4 поражения. 7 место
- Барселона. Предварительный раунд (группа В). 26 июля. СНГ — Алжир 3:0. 28 июля. СНГ — Бразилия 1:3. 30 июля. СНГ — Куба 1:3. 1 августа. СНГ — Южная Корея 3:0. 3 августа. СНГ — Нидерланды 3:1.
- Барселона. Четвертьфинал. 5 августа. СНГ — США 1:3.
- Барселона. Полуфинал за 5-8 места. 6 августа. СНГ — Япония 2:3.
- Барселона. Матч за 7-е место. 7 августа. СНГ — Испания 3:2.

### Мировая лига: 9 побед, 7 поражений. 6 место
- Предварительный этап (группа А). Май — июль. Китай — СНГ 2:3, 1:3. Япония — СНГ 1:3, 0:3. СНГ — Китай 3:0, 3:1. США — СНГ 3:0, 3:0. СНГ — Япония 3:0, 3:1. СНГ — США 3:1, 2:3.
- Финальный этап. Генуя (Италия). Август — сентябрь

Групповой раунд. СНГ — Италия 2:3, 0:3. СНГ — Куба 0:3, 1:3.